# Neuried (Badenia-Wirtembergia)
Neuried – miejscowość i gmina w Niemczech, w kraju związkowym Badenia-Wirtembergia, w rejencji Fryburg, w regionie Südlicher Oberrhein, w powiecie Ortenau. Leży przy granicy z Francją, ok. 12 km na zachód od centrum Offenburga, przy drodze krajowej B36.

## Dzielnice
- Altenheim
- Dundenheim
- Ichenheim